# Айлхард Мичерлих
Айлхард Мичерлих (на немски: Eilhard Mitscherlich) е германски химик, който разпространява теорията за изоморфизма – връзка между кристалната структура и химичния строеж.
През 1848, 1854 и 1858 г. Мичерлих представя своите вулканологични заключения пред Кралската академия на науките в Берлин. Като резултат от проведените от него наблюдения в Улмен маар, той обяснява формирането на маари с експлозивното взаимодействие между вода и базалтова магма (термохидравлична експлозия). Тъй като прегрятата пара е движещата сила за първоначалното изригване, той нарича маарите и маар-диатремите „газови вулкани“. Понеже Мичерлих е известен учен на своето време, трудовете му имат голямо влияние върху вулканолозите от по-късните периоди и идеите му са приемани в продължение на много десетилетия